# Ucha Lobzhanidze
Ucha Lobzhanidze (in georgiano უჩა ლობჟანიძე?, in russo Уча Лобжанидзе?, Uča Lobžanidze; Tbilisi, 23 febbraio 1987) è un ex calciatore georgiano, di ruolo difensore.

## Carriera

### Club
Dopo aver giocato con varie squadre georgiane, nel 2010 si trasferisce al Dnipro Dnipropetrovs'k.

### Nazionale
Conta numerose presenze con la Nazionale georgiana.

## Palmarès

### Club

#### Competizioni nazionali
- Umaglesi Liga: 1

Dinamo Tbilisi: 2015-2016
- Coppa di Georgia: 2

Zest'aponi: 2007-2008
Dinamo Tbilisi: 2015-2016
- Supercoppa di Georgia: 1

Dinamo Tbilisi: 2005